# 东营港疏港铁路
东营港疏港铁路是山东省东营市东营港的疏港铁路，由东营地方铁路公司运营管理。全线于2020年9月28日开通运营，建成时为中国大陆最长的疏港铁路，长114.24公里，连接德大铁路及黄大铁路。本线亦是全国首个PPP模式地方铁路建设项目。

## 历史
- 2013年12月31日，山东省发展和改革委员会印发《关于东营港疏港铁路工程项目核准的批复》(鲁发改铁路〔2013〕1686号)，正式核准批复东营港疏港铁路建设项目。[3]
- 2018年10月，本项目获财政部奖励资金800万元。[4]
- 2020年9月29日，全线开通运营，首列货运列车由德大铁路利津南站驶入。[1]
- 2020年12月23日，首列从黄大铁路利津站而来的货运列车驶入。[5]
- 2022年1月16日，开办集装箱运输业务，首列集装箱货运列车由东营港站开出。[6]

## 车站列表及交汇铁路
- 利津南站：德大铁路（中国铁路）
- 北宋站
- 利津西站：黄大铁路（国家能源集团铁路）
- 明集站（预留）
- 陈庄镇站
- 河口站
- 东营港站